# Finlanda Mare

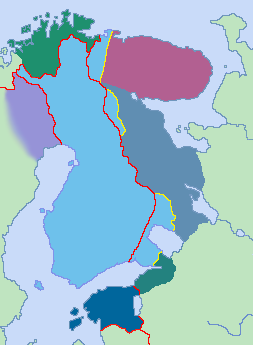
Finlanda şi Finlanda Mare. Teritoriul curent ale Finlandei este colorat cu albastru deschis. „Finlanda Mare” ar fi inclus teritorii care s-au aflat la un moment istroric sub controlul Finlandei, printre acestea aflându-se Carelia Răsăriteană, (gri-albăsrui), Estonia și Ingria, (albastru închis), Finnmark (verde) și o parte a Văii Torne (roșu închis)

Finlanda Mare (în limba finlandeză: Suur-Suomi) a fost o idee născută în rândurile adepților unor mișcări iredentiste pan-finice, fiind echivalentul naționalismului european interbelic. Finlanda Mare presupunea ca Finlanda să anexeze teritoriile locuite de popoarele finice înrudite: finlandezii, carelienii, ingrienii și kveii. Ideea creării Finlandei Mari a căpătat o uriașă popularitate în 1917 și și-a pierdut importanța după încheierea celui de-al doilea război mondial.
Cea mai folosită versiune a ideii „Finlandei Mari” era cea care se limita la așa-numitele „granițe naturale” ale teritoriilor locuite de finlandezi și carelieni, teritorii care se întindeau de la Marea Albă la Lacul Onega și de-a lungul râurilor Svir și Neva, până la Golful Finic. Existau și partizani ai ideii includerii și altor teritorii precum Ingria, Estonia, nordul regiunii Finnmark sau a VăiiTorne.
Au existat chiar păreri conform cărora Finlanda mare ar fi trebuit să se extindă cuprinzând toată regiunea de la Golful Bothnia până la Munții Ural, sau chiar în vestul Siberiei, unde există populații vorbitoare de limbi uralice. 

## Istoric
Pentru prima oară, interesul pentru cultura Careliei a început să se exprime în secolul al XIX-lea, când a apărut așa-numitul fenomen cultural „Carelianism” – o formă de romantism-național finlandez. În timp, unele dintre ideile Carelianismului au fost preluate de apărătorii conceptului Finlandei Mari. 

### Războaiele de la începutul secolului al XX-lea
După proclamarea independenței țării din 1917, în strânsă legătură cu Revoluția din Octombrie și războiul civil rus, situația populației finice din zonele adiacente frontierelor răsăritene ale țării a fost considerată instabilă și a fost exploatată de naționaliști. De exemplu, unități de voluntari finlandezi au participat la acțiuni militare pe teritoriul Rusiei în timpul războiului civil. Aceste activități și participarea voluntarilor finlandezi la luptele din timpul războiului de independență a Estoniei (1918-1920) sunt numite în istoria Finlandei heimosodat ("războaiele popoarelor înrudite").